# Wake-szigeti csata
A Wake-szigeti csata a második világháború egyik ütközete volt a csendes-óceáni hadszíntéren az amerikai és a japán hadsereg között 1941. december 8. és 23. között. Az ütközet a japánok győzelmével végződött, akik elfoglalták a szigetet, és azt a háború végéig meg is tartották.

## Amerikai helyőrség

A sziget térképe. A vastag fekete vonal a repülőteret jelöli

A Wake-sziget az amerikaiak előretolt helyőrsége volt a Csendes-óceán középső részén. A sziget egy korallatoll, amely három egységből áll, ezek közül a legnagyobb a Wake-sziget. Két oldalán, akár egy háromszög két szára, a Peale-sziget és a Wilkes-sziget fekszik. A három szigetecske mindössze 6,4 négyzetkilométeres, de elhelyezkedésük stratégiai jelentőségű volt 1941-ben, mivel japán területek, a Marshall-szigetek és a Mariana-szigetek között terült el. Az amerikaiak 1899. január 17-én annektálták, de az első állandó lakosok csak 1935-ben költöztek a szigetre, amikor a Pan American World Airways egy kis falut és egy hotelt épített ott, hogy kiszolgálják a Midway és Guam közötti járatokat.
1941 januárjában az amerikai haditengerészet megkezdte egy bázis kiépítését az atollon, de a japán támadás megakadályozta a befejezését. Az első állandó helyőrség, 400 tengerészgyalogos, augusztus 19-én érkezett a helyszínre. Decemberre a repülőtér már alkalmas volt a légierő gépeinek fogadására, és december 4-én 12 F4F-3-as Wildcat érkezett a Wake-szigetre. A reptér még nem volt kész, a radarja még Pearl Harborban volt. A japán támadás idején Winfield S. Cunningham volt a parancsnok, és a pilótákkal együtt 449 embere volt.
A sziget elhelyezkedéséből adódóan bőven a Marshall-szigetekről felszálló japán bombázók hatókörén belül volt. A japán terv is erre épült: egy kisméretű tengerészeti erő, kevesebb mint 500 tengerészgyalogos indult a sziget ellen a szárazföldről induló repülők támogatásával. Az inváziós csapat december 9-én hajózott ki a Marshall-szigeteki Roiból, egy nappal az első bombatámadás után, amely a Pearl Harbor elleni akcióval egy napon volt. (Mivel a Wake-szigetek a dátumválasztó vonal másik oldalán vannak, így ott még csak 8-át írtak.)

## Japán támadások

### Első támadás

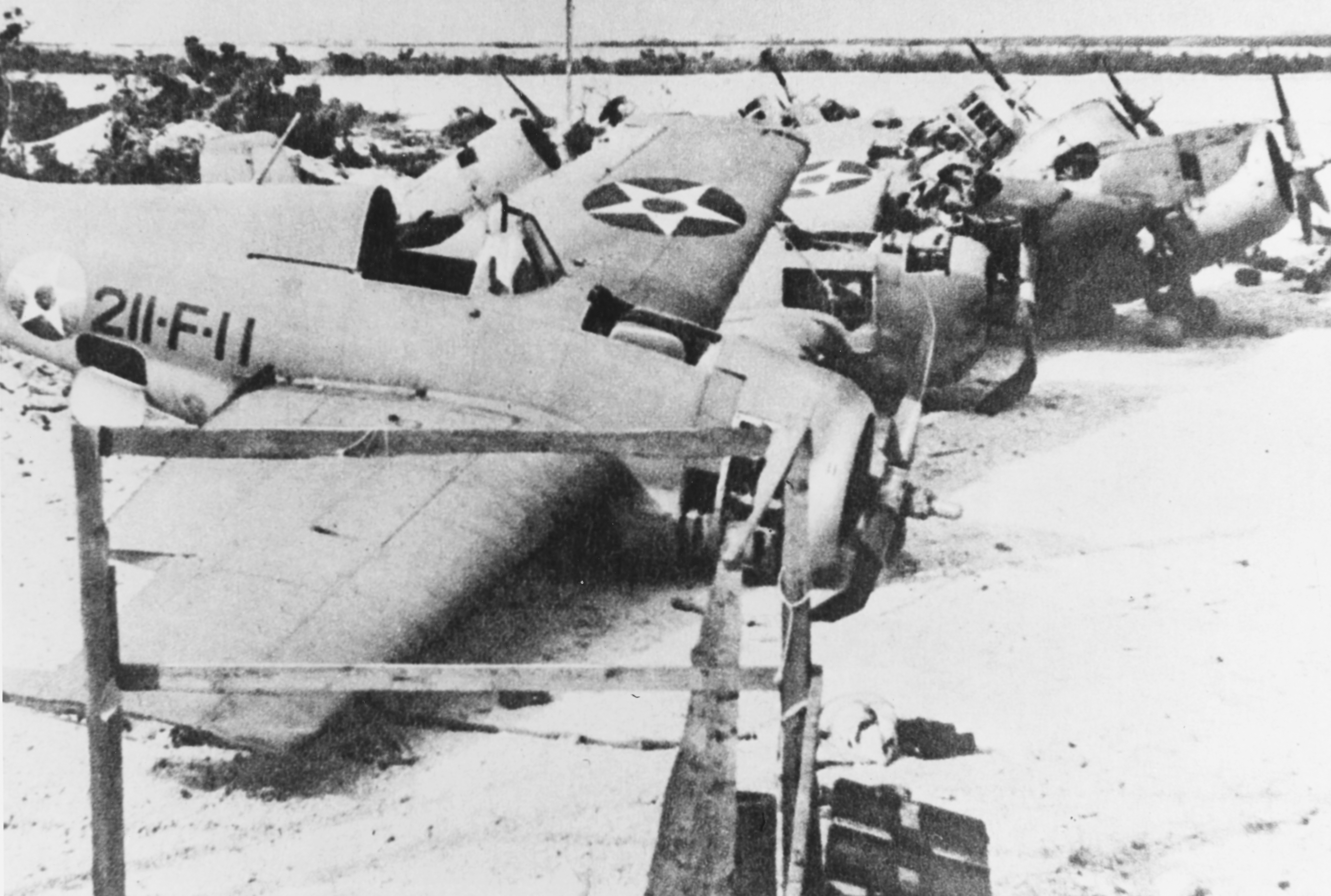
Megsemmisített Wildcatek a szigeten

A helyőrség 6.50-kor kapott figyelmeztetést Pearl Harborból. Radar hiányában úgy döntöttek, hogy négy Wildcatet folyamatosan a levegőben tartanak. Délben 36, Roi repülőteréről érkező japán bombázó támadta a repülőteret. A rossz látási viszonyok miatt a járőröző amerikai gépek nem vették észre a japánokat. A repülőtéren álló nyolc gépből hét megsemmisült, 18 amerikai elesett, 11 megsebesült. A Pan Am nagy hidroplánja, a Philippine Clipper 23 találatot kapott, de a légitársaság személyzetével és a sebesültekkel fel tudott szállni. Ahogy a kapitány északkelet felé haladt, látta, ahogy egy cirkáló és egy romboló tart Wake felé. Erről rádióüzenetet küldött a szigetre. Másnap kisebb támadó repülőegység érkezett, közülük kettőt lelőttek a Wildcatek. A légitámadások a csata befejeződéséig mindennaposak voltak.
Az inváziós flotta, Kadzsioka tengernagy vezetésével, december 11-én a kora reggeli órákban érkezett meg a térségbe. A katonákat négy hajó szállította, amelyet két könnyűcirkáló és négy romboló kísért. A védők hajnali 3-kor vették észre a közeledő hadat, és James Deveraux minden emberét felsorakoztatta a part menti állásokban. A megmaradt négy gép felemelkedett. Fél hatkor a japánok lőni kezdték az atollt. Hetvenöt perces tüzérségi előkészítés után a hajók nagyjából két kilométerre megközelítették a partot.
A támadás katasztrofális eredménnyel végződött a japánok számára: a Peacock Pointnál felállított üteg a csata legelején eltalálta az admirális zászlóshajóját, a Jubarit, és az kénytelen volt visszavonulni. Egy másik üteg a Wilkes-szigetről eltalálta a Hajate rombolót, amely felrobbant és kettétört, így az első japán hadihajó lett, amelyet az amerikaiak a háborúban elsüllyesztettek. Eltaláltak még egy rombolót és egy csapatszállító hajót, mire a japánok megkezdték a visszavonulást. A Peale-szigeti üteg is eltalált két rombolót, amelyek kénytelenek voltak visszatérni a nyílt vízre. A Wildcatek eltalálták a Kiszargi rombolót, amely felrobbant. Ez volt az egyetlen partraszállási kísérlet a második világháborúban, amelyet a partvédelem vissza tudott verni. A csatában 700 támadó halt meg, míg az amerikaiak közül négy esett el. Leszálláskor elpusztult két Wildcat.
Hawaiiról kifutott Frank Fletcher tengernagy a Saratogával, hogy segítséget vigyen a Wake-szigetre, de lassan haladt, és december 22-én még 828 mérföldre volt. Másnap megérkezett a második japán inváziós flotta a szigethez, és a felmentő sereget visszarendelték.

### Második támadás
A második inváziós sereg jóval erősebb volt az elsőnél. A flottát megerősítették két hordozóval, a Szórjúval és a Hirjúval, így a bombázókat vadászgépek is elkísérhették bevetéseikre. A hajókon 1500 japán katona volt, akik két partra futtatott régi rombolón léptek a szárazföldre. December 22-én az utolsó Wildcatet is lelőtték a japán Zerók. Az amerikai vadászgépek a teljes csata idején legalább húsz ellenséges repülőt, főleg bombázót semmisítettek meg.
December 23-án hajnal előtt a két romboló kifutott a partra, annak ellenére, hogy az egyik súlyos találatot kapott. Hajnalra ezer japán katona volt a szigeten, akik gyorsan elfoglalták a „háromszög” déli oldalát és a repülőteret. A tengerészgyalogosok parancsnoka, James Devereux őrnagy elszigetelődött a Wake-sziget északi részén. Mivel a helyzet reménytelen volt, az amerikaiak megadták magukat. Kadzsioka tengernagy ünnepélyesen Otori Simának, Madár-szigetnek nevezte el Hirohito császár nevében az atollt.

## A háború alatt
A második világháború befejeződéséig a Wake-sziget japán kézben maradt. A megszállók 1945. szeptember 4-én adták meg magukat. A sziget 1944-től blokád alatt volt, és gyakran támadták az amerikai bombázók.